# Гессен, Сергей Иосифович
Серге́й Ио́сифович Ге́ссен (пол. Sergiusz Hessen; 16 [28] августа 1887, Усть-Сысольск — 2 июня 1950, Лодзь) — русский и польский философ

-неокантианец, педагог, правовед и публицист, соредактор журнала «Логос».

## Биография
Сын Иосифа Сауловича (впоследствии Владимировича) Гессена от православной женщины Анны Ивановны Макаровой, дочери хозяина квартиры, в которой Гессен жил, отбывая ссылку в Усть-Сысольске. Вернувшись из ссылки, в 1889 году Иосиф Гессен сдал экзамены за полный курс юридического факультета Петербургского университета, а в 1892 году переехал в Кишинёв, где женился на внучке казённого раввина Кишинёва Анне Исааковне Штейн (урождённой Грубер). В 1894 году ради усыновления Сергея вместе с женой принял православие. Воспитывался отцом и приёмной матерью Анной Исааковной Гессен (только став взрослым, узнал, что Анна Исааковна — его мачеха).
Окончил юридический факультет Петербургского университета. Затем совершенствовал философское образование  в Германии, в университетах Гейдельберга и Фрайбурга, где занимался под руководством Г. Риккерта, В. Виндельбанда, Э. Ласка. В 1910 защитил в Германии докторскую диссертацию «Об индивидуальной причинности».
Гессен входил в круг молодых русских и немецких философов вместе с Ф. Степуном, Б. Яковенко, Р. Кронером, Г. Мелисом и др., где возникла идея создания международного философского журнала «Логос» (1910—1914). В его подготовке и издании Гессен принимал активное участие.
В 1913—1917 годах С. И. Гессен работал приват-доцентом Петербургского университета. С 1917 по 1921 год заведовал кафедрой педагогики на историко-филологическом факультете Томского государственного университета, в 1921 году вернулся в Петроград.
В 1922 году эмигрировал в Прагу. В 1923 году он стал одним из инициаторов издания журнала «Русская школа за рубежом», выходившего до 1931 года и ставшего едва ли не единственным регулярным педагогическим изданием на русском языке за рубежом в своё время. Издательскую деятельность С. И. Гессен дополнил организаторской: при его участии проходили педагогические съезды русской эмиграции 1920-х годов.
В 1923 году был избран профессором Русского научного института в Берлине, там он читал курс логики и основ педагогики. Осенью 1923 года в Берлине на русском языке была издана книга «Основы педагогики» — фундаментальный труд жизни Гессена.
С 1924 года Гессен — профессор Русского педагогического института в Праге. В 1934 году переехал в Польшу, с 1935 года преподавал в Варшаве, а после войны — в Лодзи, где был профессором истории педагогики Университета Лодзи. Опубликовал ряд трудов по философии, психологии и педологии на польском языке (собрание избранных трудов на польском языке в пяти томах было издано в 1997 году).
Скончался в Лодзи 2 июля 1950 года.
После смерти, в 1950—1990-е годы в странах Европы возрос интерес к наследию Гессена; в городе Вадо Лигуре (Италия) создан центр информации и документации по наследию Гессена.

## Философия
Гессен соединяет принципы трансцендентализма с диалектическим методом, позволяющим связать независимые группы понятий. Допуская плюрализм в систематике понятий, Гессен утверждает, что подлинная иерархия понятий необходимо должна быть синтезом монизма и плюрализма на основе предложенного им диалектического «метода полноты», в соответствии с которым синтез частного и общего есть конкретность понятий, а их взаимная разъединённость — абстрактность. Метод полноты позволяет преодолеть умаление конкретности и диалектически развернуть монизм в плюрализм.
Эмпирический субъект — это лишь возможность личности, сама личность созидается только через работу над сверхличными задачами и через приобщение к миру «сверхличных» трансцендентальных ценностей. Свобода предполагается в силу независимости духовной основы личности от эмпирической сферы, поэтому начало свободы в человеке трансцендентально. Свобода обнаруживается не как эмпирический факт, а как цель, волевое намерение. В соответствии с этим можно выделить ценности, которые воплощают в себе цели или задания. Они выступают в качестве культурных ценностей, выражаясь в практически реализуемых ценностях человеческой жизни. Свободные действия несут безусловную новизну и не могут быть просчитаны эмпирически. Этика и право дают механизмы реализации свободы, которые воплощают практическую интуицию воли — волезрение.
На основе данного понимания личности Гессен создаёт собственную философию образования. Свобода — это основа взаимоотношений учителя и ученика и предполагает не выбор между наличными путями, а созидание нового пути, не существовавшего ранее даже в виде возможного выхода. Поэтому в образовании дисциплина реализуется через свободу, а свобода через закон долга. Задача обучения состоит в таком овладении методом, который открывает возможность его самостоятельного применения. Преподавание не должно сводиться к трансляции фактологических знаний, сказанное всегда должно указывать на нечто большее, на другое ещё не высказанное знание. Цель образования в приобщении личности к культурным ценностям, открывающим новые возможности её самореализации. В ряде работ Гессен также рассматривал проблемы нравственной философии, теории права, закономерности общественного развития.

## «Основы педагогики»
Этот фундаментальный труд С. И. Гессена называют одним из лучших в столетии. Подготовку книги Гессен начал до революции в Петрограде и продолжил в первые послереволюционные годы в Томске. В ней автор осмыслил и критически проанализировал опыт мировой педагогики и традиции педагогического образования в России, сравнил важнейшие направления педагогической мысли первой четверти века в России, Европе и США, обосновал перспективные идеи образования и воспитания молодого поколения.
Разбирая в книге вопрос о свободном воспитании, С. И. Гессен подчёркивает, что свобода и достоинство ребенка — ценность № 1, однако реализовать этот принцип непросто.
Теорию Руссо о свободном воспитании он расценивает как манипулятивную и пустую, подход Толстого считает слабым. Гессен подробно излагает концепции дошкольного воспитания XIX века, в которых немецкий учёный Фридрих Вильгельм Август Фрёбель противостоял итальянскому врачу и физиологу Марии Монтессори. Отмечая положительные аспекты практики Монтессори (воспитание трудовых навыков у ребенка, самостоятельности, индивидуальных способностей), он критиковал её за механистичность, пренебрежение игрой и воображением, детским творческим началом, тогда как Фрёбель ориентировался на рост личности ребенка, требующий все усложняющегося и разностороннего материала, который «обращался бы к его душе, как к целому».
Гессен делает вывод о том, что «изолированность отдельных чувств, характеризующая систему Монтессори, по необходимости должна продолжаться и внутри детского общества, в отношениях детей друг к другу». Отвергая всякие наказания, Монтессори все же признается в том, что методы принуждения применять приходится — например, изолируя шалунов в углу, вдали от детской компании. «Понятие образования определяется ею всецело материалом, подлежащим воспитанию. Что должно воспитать? — вот вопрос, который она только и ставит, естественно отвечая на него: надо воспитать в человеке всё, что только находит и нем физиология и психология! Поэтому она вполне последовательно включает в свою систему воспитания и воспитание, например, вкуса и обоняния, не задавая себе даже вопроса: для чего необходимо развитие этих чувств, какую цель может оно преследовать… Всесторонне развитой человек — это не тот, у которого развиты зрение, слух, осязание, обоняние, но прежде всего тот, кто приобщился ко всем ценностям культуры, то есть владеет методом научного мышления, понимает искусство, чувствует право, обладает хозяйственным складом деятельности. В этом отношении Фрёбель гораздо глубже понимал задачу образования ребенка».
Гессен настаивает, что воспитание человека возможно только через правильно организованное принуждение. «Свободными — не рождаются, свободными — становятся!» — утверждает учёный.
Оформленная и изданная автором в эмиграции, книга стала основой организации системы образования Русского зарубежья. Профессор Богословского Православного института в Париже В. В. Зеньковский назвал этот труд в 1950 году «выдающейся книгой».

## Семья
- Жена (до 1936 года) — Нина Лазаревна Минор, дочь невропатолога Лазаря Соломоновича Минора, внучка казённого раввина Москвы Зелика (Соломона Алексеевича) Минора, племянница юриста и политического деятеля Осипа Соломоновича Минора[12]. Депортирована в концентрационный лагерь Терезин в 1942 году, погибла в концлагере Малый Тростинец.
  - Сын — Евгений Сергеевич Гессен (1910—1945), русский поэт, член содружества молодых поэтов «Скит»; погиб в Освенциме. Другой сын — польский славист Дмитрий Сергеевич Гессен (1916—2001), участник Второй мировой войны, составитель «Большого польско-русского словаря» (М.: Русский язык, 1979) и посмертного собрания литературного наследия Соломона Барта (совместно с Лазарем Флейшманом, М.: Водолей, 2008).
- Единокровные братья — журналист и публицист Владимир Иосифович (Осипович) Гессен (1901—1982), сотрудник редакции газеты «Новое русское слово»; переводчик Георгий Иосифович (Осипович) Гессен (1902—1971).

## Основные труды

### На русском языке
- «Философия наказания» («Логос», 1912—1913)
- «Основы педагогики. Введение в прикладную философию» (1923)
- «Монизм и плюрализм в системе понятий» (1928)
- «Трагедия добродетели в „Братьях Карамазовых“ Достоевского» (1928)
- «Проблема конституционного социализма» («Современные записки», 1924—1928)

### На польском языке
- Pedagogika i szkolnictwo w Rosji Sowieckiej (1932)
- Szkoła i demokracja na przełomie (1938)
- O sprzecznościach i jedności wychowania (1939)
- Struktura i treść szkoły współczesnej. Zarys dydaktyki ogólnej (1947)
- Studia z filozofii kultury (1968)
- Filozofia, kultura, wychowanie (1973)
- Dzieła wybrane (в 5-ти томах, 1997)

## На других языках
- «Über Individuelle Kausalität: Studien Zum Transzendentalen Empirismus (Об индивидуальной причинности: исследования трансцендентального эмпиризма)», диссертация. Freiburg, 1909.
- Nicholas Hans, Sergius Hessen «Educational Policy in Soviet Russia». London: P. S. King & son, ltd., 1930.
- Education and Economic Life (1949)
- Leone Tolstoj. Volume 14 of Problemi della pedagogia, Avio, 1954.

## Статьи
- Пятилетка и школьная политика советской власти. Архивная копия от 1 ноября 2013 на Wayback Machine // Новый град. — 1931. — № 1. — С. 67-77
- Современный кризис и перерождение капитализма. Архивная копия от 1 ноября 2013 на Wayback Machine // Новый град. — 1932. — № 3. — С. 60-71
- Современный кризис и перерождение капитализма (окончание). Архивная копия от 1 ноября 2013 на Wayback Machine // Новый град. — 1932. — № 4. — С. 21-39
- О пятилетке и проблеме хозяйственной автаркии. Архивная копия от 1 ноября 2013 на Wayback Machine // Новый град. — 1932. — № 5. — С. 56-67
- Трагедия зла (философский образ Ставрогина). Архивная копия от 1 ноября 2013 на Wayback Machine // Путь. — 1932. — № 36. — С. 44-74
- Судьба коммунистического идеала образования. Архивная копия от 1 ноября 2013 на Wayback Machine // Новый град. — 1933. — № 6. — С. 42-59